# بوروز بي 20
بي 20 هو نمودج من الحواسيب الصغيرة من شركة بوروز. تم تقديم النظام في مايو 1982، ويتكون من نموذجين: بي 21 و بي 22. طرازات بي 21 عبارة عن محطات عمل أي دبليو اس بتقنيات متقاربة تم إعادة تسميتها وتضم وحدة المعالجة المركزية إنتل 8086 . نماذج بي 22 عبارة عن محطات عمل آي دبليو إس تم تجديدها. يقومون بتشغيل نظام التشغيل بي تي أو اس، وهو إصدار من متقارب سي تي أو اس، بالإضافة إلى سي بي / ام وإم إس-دوس.
دعمت الأنظمة حتى 640 كيلو بايت من ذاكرة الوصول العشوائي. يتضمن بي 22 وحدة تخزين كبيرة السعة بسعة تصل إلى 60 ميغا بايت.
تم تقديم بوروز بي 25 ، وهو نظام نجين متقارب مجدد مع وحدة المعالجة المركزية انتل 80186، في عام 1983. وتم تقديم بي 26 في عام 1984، وتبعه نظام بي 28 في عام 1985 مبني على وحدة المعالجة المركزية انتل 80286 .

## روابط خارجية
- كتيب B20 ، 1982